# علي بن عيسى الربعي
أبو الحسن علي بن عيسى بن الفرج بن صالح البغدادي الشيرازي الربعي الزهيري (328 - 420 هـ = 940 - 1029 م)، هو نحويٌّ بغدادي يعود أصله إلى شيراز، من أئمة النحاة في القرن الرابع الهجري ومطلع القرن الخامس، يَعُدُّه مُؤَرِّخو النحو العربي من رجال المدرسة البغدادية في النحو.

## سيرته
ولِدَ أبو الحسن علي بن عيسى الربعي في سنة 328 من التقويم الهجري، وعاشَ أغلبية حياته في بغداد، بينما تعود أصوله إلى مدينة شيراز الفارسية، وكان عالما في اللغة والنحو، تتلمذ لدى أبي سعيد السيرافي في بغداد، وبعد أن شرح كتاب الإيضاح لأبي علي الفارسي خرج إلى شيراز لملاقاته، وهناك تتلمذ لديه، وظلَّ في شيراز يدرس على يد أبي علي الفارسي عشرين سنة، أبدى فيها رجاحة عقله وحدة ذكائه حتى قال أبو علي : «لو سرت من الشرق إلى الغرب لم أجد أنحى منك».  بعد أن أخذ علوم اللغة عن أبي علي عاد إلى بغداد، وكان يحكي النحو عن أبي علي الفارسي كما أنزل وظلَّ في عاصمة الخلافة حتى توفِّي فيها في شهر محرم من سنة 420 من التقويم الهجري، وقد بلغ من العمر ما يقارب التسعين سنة.
تُنسَب إلى أبي الحسن الربعي كثير من التصرفات الطائشة، حتى رماه البعض بالجنون، وأُصيب باضطراب نفسي يدفعه إلى قتل الكلاب، ومن هذه الروايات «أنه اجتمع هو وأبو الفتح بن جني يمشيان في موضع، فاجتاز على باب خربة، فرأى فيها كلباً، فقال لابن جني قف على الباب، ودخل، فلما رآه الكلب يريد أن يقتله هرب وهرج، ولم يقدر ابن جني على منعه، فقال له الربعي: ويلك يابن جني! مدبِّر في النحو، ومدبَّر في قتل الكلاب».

## مؤلفاته
تُنسَب إليه المؤلفات التالية:
- «البديع».
- «شرح مختصر الجرمي».
- «شرح الإيضاح للفارسي».
- «التنبيه على خطأ ابن جني في فسر شعر المتنبي».
- «المبني على فعال».
- «شرح البلغة».
- يُقال أنَّه ألَّف شرحاً على كتاب سيبويه، ولكنَّه أتلفه بنفسه، «وذاك أن أحد بني رضوان التاجر نازعه في مسألة فقام مغضبا وأخذ شرح سيبويه وجعله في إجّانة وصبّ عليه الماء وغسله، وجعل يقطعه ويلطم به الحيطان ويقول: لا أجعل أولاد البقالين نحاة».